# Renschia
Renschia là một chi thực vật có hoa trong họ Hoa môi (Lamiaceae).

## Loài
Chi Renschia gồm các loài: